# Rhomboceros
Rhomboceros là một chi bướm đêm thuộc phân họ Tortricinae của họ Tortricidae.

## Các loài
- Rhomboceros acrographa (Diakonoff, 1953)
- Rhomboceros barbata Diakonoff, 1953
- Rhomboceros chalepa Diakonoff, 1984
- Rhomboceros ethica Diakonoff, 1953
- Rhomboceros homogama (Meyrick, 1910)
- Rhomboceros iridescens Diakonoff, 1953
- Rhomboceros nodicornis Meyrick, 1910
- Rhomboceros pulverulenta Diakonoff, 1953
- Rhomboceros rosacea Diakonoff, 1953
- Rhomboceros thelea (Diakonoff, 1953)